# Bill Viola
Bill Viola (New York, 25 gennaio 1951 – Long Beach, 12 luglio 2024) è stato un artista statunitense, fra i più apprezzati esponenti della videoarte.

## Biografia

### Formazione
Bill Viola nacque a New York, precisamente nel Queens, il 25 gennaio 1951, in una famiglia italoamericana. A sei anni, durante una vacanza, rischiò la morte per annegamento cadendo in un lago, ma venne prontamente salvato dallo zio. Quest'esperienza, da lui descritta come "la più bella della sua vita, pacifica e senza paura", gettò le basi per la sua vita artistica, e soprattutto il frequente uso dell'acqua nelle sue opere.
Nel 1969 si iscrisse alla facoltà di arte dell'Università di Syracuse, dove studiò pittura e musica elettronica. Qui conseguì la laurea nel 1973 in Visual e Performing Arts. In questi anni coltivò anche la passione per il cinema sperimentale e la musica elettronica, suonando con il gruppo musicale Composers Inside Electronics.

### Le prime esposizioni
I suoi primi approcci alla videoarte avennero nel 1972. Due anni dopo a Colonia partecipò alla rassegna internazionale di videotape e video installazioni Projekt'74, lavorando per Nam June Paik. Nello stesso anno giunse a Firenze dove lavorò come assistente tecnico per gli artisti della casa di produzione video Art/tapes/22 fondata dalla gallerista Maria Gloria Bicocchi e inaugurò la mostra Americans in Florence: Europeans in Florence contemporaneamente al Musée d'Art Contemporain di Parigi, al Palais des Beaux-Arts di Bruxelles e al Long Beach Museum of Art. Nel 1975 fu presentata durante il periodo fiorentino la video installazione sonora Il Vapore nel ciclo Per Conoscenza, tenutosi al collettivo di artisti Zona di Firenze. Nel 1977, Viola fu invitato ad esporre le sue opere a La Trobe University di Melbourne dalla direttrice artistica Kira Perov, divenuta successivamente sua moglie.

### L'adesione al buddismo Zen
Nel 1980 si recò in Giappone per una borsa di studio di scambi culturali, dove studiò buddismo Zen con Daien Tanaka, pittore e monaco Zen. Grazie a questo viaggio di formazione e crescita personale, Bill Viola si dedicò ad una ricerca maggiormente introspettiva.  Alla fine del 1981 Viola e Perov tornarono negli Stati Uniti stabilendosi a Long Beach e avviando progetti per creare opere d'arte basate sulla tecnologia di diagnostica per immagini del corpo umano in un ospedale locale. Nel 1991, due eventi segnarono la carriera dell'artista: la morte della madre a febbraio e la nascita del suo secondo figlio a novembre. Queste esperienze furono l'ispirazione per la realizzazione del video The Passing: una meditazione intima sulla morte e sulla nascita. L'artista affermò che:
(Bill Viola in Maurizio Marco Tozzi, Le meravigliose sensibili atmosfere di Bill Viola)

### La maturità artistica
Il 1995 fu un altro anno spartiacque nella carriera artistica di Viola: ricevette l'invito a rappresentare il Padiglione degli Stati Uniti d'America alla Biennale d'Arte di Venezia e uscì la sua prima raccolta di testi, Bill Viola: Reasons for Knocking at an Empty House. Writings 1973-1994. Alla Biennale di Venezia presentò un ciclo di opere, Buried Secrets, appositamente realizzato per l'evento. Nel 2000 espose alla National Gallery di Londra The Quintet of the Astonished, prima opera sul tema delle passioni (stupore, sorpresa, stordimento, gioia, dolore e tristezza). Nel 2002 completò il suo progetto più ambizioso, Going Forth By Day, un ciclo di video ad alta definizione suddiviso in cinque parti commissionato dal Guggenheim Museum di New York e dal Deutsche Guggenheim di Berlino.

### Produzione musicale
La musica fu sempre stata una parte importante della vita e del lavoro di Viola. Nel 2004 collaborò con il regista Peter Sellars e il direttore d'orchestra Esa-Pekka Salonen per un nuovo allestimento dell'opera wagneriana Tristan und Isolde, presentata in forma di progetto dalla Los Angeles Philharmonic nel dicembre 2004, e successivamente al Lincoln Center for the Performing Arts di New York (2007). L'opera venne presentata in prima mondiale all'Opéra National de Paris nell'aprile 2005. Nel 2008 il Palazzo delle Esposizioni di Roma gli dedicò la mostra Visioni interiori a cura di Kira Perov. Nell'esposizione furono presentate le opere degli ultimi 14 anni (dal 1995 al 2008). Nel maggio 2014 fu inaugurata alla St. Paul's Cathedral di Londra la video installazione permanente Martyrs (Earth, Air, Fire, Water). Nel 2015 Vinyl Factory prodosse il primo LP Viola, The Talking Drum, con opere sonore dal 1979 al 1982, presentandole in un parcheggio sotterraneo a Londra.

### Il rapporto con l'arte del passato
Nel 2017 la speciale relazione tra l'artista e Firenze venne celebrata con una mostra a Palazzo Strozzi dal titolo: Bill Viola. Rinascimento elettronico, curata da Arturo Galansino e Kira Perov. Nella mostra vennero riunite una selezione di ventisei opere che copre quarant'anni di carriera dell'artista con anche esemplari delle trasformazioni stilistiche a partire dagli anni Ottanta, dopo l'adesione al buddismo. Il titolo della mostra - riprendente la definizione coniata da Maria Gloria Bicocchi, direttrice di Art/tapes/22 - fu un riferimento al rapporto di Viola con l'arte del passato, in particolare quella fiorentina, coniugata con l'uso delle tecniche video. Nel 2019 venne organizzata una mostra intitolata Bill Viola/Michelangelo: Life, Death, Rebirth dove vennero installate dodici opere video, quattordici disegni e una scultura di Michelangelo alla Royal Academy of Arts di Londra. Il presupposto della mostra fu che Bill Viola e Michelangelo, nonostante la grande distanza temporale, condividessero le stesse preoccupazioni per la vita e per la morte, come destino ineluttabile.

### Il videogiocoThe Night Journey
Nel 2018 fu distribuito su PlayStation 4, Windows e Apple il primo videogioco dell'autore The Night Journey, sviluppato in collaborazione con i programmatori e game designer del dipartimento di Game Innovation Lab della University of Southern California.
(Bill Viola in Jascha Hoffman, QA: Video Maestro)

### Vita privata
Si sposò nel 1978 con Kira Perov con la quale ebbe due figli: Blake e Andrei.

### Morte
Bill Viola morì il 12 luglio 2024 all'età di 73 anni nella sua casa di Long Beach (California), per complicazioni dovute alla malattia di Alzheimer.

## Opere
Le sue opere si concentrano sulle esperienze umane quali la nascita, la morte, lo sviluppo della coscienza e hanno radici nella filosofia e nella cultura orientale e occidentale e nelle tradizioni spirituali, tra cui il buddismo Zen e il misticismo cristiano. Nella sua produzione artistica l'acqua è un elemento centrale e ricorrente in quanto simbolo della vita e dello scorrere del tempo. L'acqua, oltre a rappresentare la soglia fra visibile e invisibile, è la fonte e l'origine di tutte le esistenze possibili, da cui provengono e a cui ritornano tutte le forme viventi. Altro elemento caratteristico delle sue opere è la proiezione di immagini rallentate rispetto alla normale percezione degli eventi, questa tecnica consente di osservare i dettagli.

### Il Vapore(1975)
Il Vapore (1975) è un'installazione ideata ed esposta durante il periodo fiorentino nel ciclo Per Conoscenza che si tiene a Zona nello spazio di Via San Niccolò gestito da un collettivo di artisti Uno schermo, collocato dentro uno spazio angusto e posto sopra una pedana, trasmette il video in bianco e nero della performance precedentemente registrata dall'artista, che si riprende mentre, riempie una pentola facendo scorrere l'acqua con la sua bocca. Soffi di vapore invadono lo spazio assieme al suono dell'acqua versata, precedentemente registrato. Il segnale video del monitor viene mixato con le immagini degli spettatori ripresi in diretta da una videocamera, rendendo il pubblico parte attiva dell'opera. Il Vapore affronta il ruolo dello spettatore, che è chiamato a immergersi in uno spazio meditativo e di raccoglimento. L'installazione propone un rituale di derivazione orientale ed è ispirata dalla lettura di un brano del poeta persiano Jalal al-Din Rumi, vissuto nel Tredicesimo secolo.

### Stations(1994)
Stations (1994) è la sua prima opera in cinque parti: un'installazione realizzata con cinque schermi di stoffa osservabili su entrambi i lati, ciascuno dei quali mostra dei corpi maschili e femminili immersi in un liquido fino al collo. Gli schermi sono appesi al di sopra di lastre di granito: i corpi compaiono e scompaiono con andamento ciclico per suggerire la nascita, la vita e la morte. L'installazione prende spunto da una frase di Jahal al-Din Rumi: “In ogni momento un mondo nasce e muore. E sappi che per te, in ogni momento arriva la morte e il rinnovamento”. Allo stesso modo, in Stations, non esiste una fine o un inizio: ogni istante è una meditazione sui cicli continui della vita.

### The Veiling(1995)
The Veiling (1995) è un'installazione che Viola produce per il Padiglione degli Stati Uniti durante la Biennale di Venezia nel 1995. L'artista crea un sistema di nove telai trasparenti che funzionano sia come elementi scultorei, sia per catturare la luce da molteplici direzioni. L'opera mostra le immagini di un uomo e una donna che camminano lentamente l'uno verso l'altra e si incontrano al centro per poi allontanarsi. La scena si ripete ininterrottamente attraverso l'uso del rallentatore. Quest'opera viene presentata come parte di una più ampia rassegna di opere dell'artista in mostra anche alla Barnes Foundation, organizzata dal curatore John G. Hanhardt, I Do Not Know What I Am Like: The Art of Bill Viola, attiva dal 30 giugno al 15 settembre 2019 a Filadelfia.

### The Crossing(1996)
In The Crossing (1996) sono presenti due schermi: sul primo si vede un uomo in lontananza cammina lentamente verso lo spettatore fino a raggiungere il primo piano e riempire con tutto il corpo metà dell'inquadratura. Ai suoi piedi compare una fiamma, il fuoco divampa, si diffonde sul pavimento e poi risale al corpo. Mentre un suono intenso invade lo spazio, la figura viene inghiottita da una vampata, che si placa, l'immagine torna nera e il ciclo si ripete. Sul secondo schermo si verifica simultaneamente una scena simile: una figura in lontananza avanza fino a raggiungere il primo piano e offrirsi completamente allo sguardo dello spettatore. Una volta ferma, uno zampillo d'acqua sgorga sulla sua testa e si trasforma in una cascata che lo inonda, mentre un suono assordante invade lo spazio. La cascata si placa riducendosi a qualche goccia. La figura scompare e il ciclo si ripete. Si assiste dunque all'annullamento del proprio ego ad opera delle forze opposte della natura, "necessario per raggiungere la trascendenza e la liberazione".

### The Greeting(1995)
The Greeting (1995) mostra l'abbraccio per strada tra due donne alla fine di una conversazione. Solo successivamente il momento dell'abbraccio è stato associato dall'artista al gesto di Maria ed Elisabetta riprodotto nella Visitazione del Pontormo del 1528-1529 conservata nella pieve di San Michele Arcangelo a Carmignano (Prato). In The Greeting il tempo è sospeso: una scena di pochi secondi viene dilatata attraverso un rallentamento estremo, grazie all'utilizzo di una telecamera speciale in grado di ottenere trecento fotogrammi al secondo. La tecnica dello slow motion utilizzata da Viola diviene il metodo per richiamare la “fissità” della tavola del Pontormo. Secondo Salvatore Settis non è il tema ad aver attratto l'attenzione di Bill Viola, quanto piuttosto le sue modalità rappresentative, in particolare il movimento delle figure, il fluttuare delle loro vesti nell'aria, quasi fossero mosse da un leggero vento.

### Emergence(2002)
Emergence (2002) si tratta di una video proiezione commissionata dal Getty Museum di Los Angeles e parte della serie, studiando assieme a un gruppo di storici dell'arte e osservando le opere della collezione. La scena mostra due donne che vegliano sedute ai lati un sarcofago segnato da una croce. La più giovane si gira verso il sacello da cui compare il corpo pallidissimo di un giovane che, sollevandosi fa traboccare l'acqua, simbolo di morte e al tempo stesso riferimento alla fuoriuscita dei liquidi durante il parto, creando così una narrazione circolare. Viola qui, si ispira all'affresco del Cristo in pietà di Masolino da Panicale del 1424 conservato al Museo della collegiata di Empoli, ma anche ai sarcofagi romani, alla Pietà Rondanini di Michelangelo, alla Morte di Marat di Jacques-Louis David.

### The Path (Going Forth By Day)(2002)
The Path è il secondo video di Going Forth By Day, un "ciclo di affreschi digitale" realizzato per il Deutsche Guggenheim di Berlino. Si tratta di un'opera articolata in cinque parti e costituita da sequenze video proiettate simultaneamente sulle pareti di un grande ambiente. Il titolo deriva da quello del Libro dei morti dell'antico Egitto, detto il Libro dell'uscire al giorno, e si riferisce al momento del trapasso in cui dal buio si passa alla luce. In questa installazione durante il solstizio d'estate un sentiero frastagliato di alberi è percorso da un flusso continuo di persone che si muovono nella stessa direzione, procedendo con ritmi diversi. Il sentiero è metafora della vita, un attraversamento dello spazio tra due mondi. Il video si ispira al primo dei due dipinti dedicati alla Storia di Nastagio degli Onesti di Sandro Botticelli, oggi al Prado.

### Ocean Without A Shore(2007)
Ocean Without A Shore è una video installazione, originariamente composta da tre video esposti sugli altari della chiesa di San Gallo a Venezia durante la Biennale di Venezia del 2007. Situata vicino a Piazza San Marco, la chiesa di San Gallo era anticamente una cappella privata; Viola incorpora direttamente l'architettura interna nella sua opera, utilizzando i tre altari in pietra esistenti come schermi video. Ogni video mostra un'immagine in bianco e nero di individui che camminano verso lo spettatore, si fondono gradualmente dall'interno di un campo scuro e lentamente emergono dall'oscurità, attraversando un velo d'acqua. Le figure diventano colorate e nitide. L'acqua si riversa lungo una lamina metallica, che diventa trasparente come il vetro. Man mano che le figure si avvicinano, diventano più solide e tangibili fino a dare l'illusione di entrare nel mondo fisico. Il varco della soglia è un momento intenso di sentimento infinito e di acuta consapevolezza fisica. Tuttavia, una volta "incarnatisi" devono allontanarsi dall'esistenza mortale e tornare al vuoto da dove sono venuti. Dell'opera Bill Viola afferma:
“Ocean Without a Shore parla della presenza dei morti nelle nostre vite. I tre altari in pietra di San Gallo diventano superfici trasparenti per la manifestazione delle immagini dei morti che tentano di rientrare nel nostro mondo”.
Infatti, i passaggi tra le due immagini alludono all'attraversamento della morte e la lentezza dell'andatura permette la costruzione di uno stato meditativo sulla durata della vita.

### Bodies of Light(2006)
Bodies of Light (2006) è un dittico composto da due schermi al plasma rettangolari posti verticalmente, che trae ispirazione dalle descrizioni buddiste della dissoluzione del corpo durante il processo di nascita e morte. In uno di questi schermi proiettati vediamo la forma spettrale di un uomo nudo immobile e incolore; nel secondo schermo, la forma di una donna nuda anch'essa immobile. Le immagini evocano figure di cera indistinte. Un bagliore intermittente della lente fluttua muovendosi verticalmente dalla testa ai piedi, a volte mettendone in risalto i lineamenti e altre volte illuminandoli in maniera sfocata. I nudi affiancati suggeriscono sia congruenze che asimmetrie dalla forma spettrale.

### Acceptance(2008)
Acceptance (2008) fa parte della serie Transfigurations. Si tratta di un'opera messa in relazione con la statua lignea della Maddalena Penitente di Donatello, opera che riflette lo scorrere del tempo e il processo di trasformazione dell'interiorità umana. Il dramma della protagonista di Acceptance, interpretata dall'attrice Weba Garretson, è lo stesso vissuto dalla Maddalena di Donatello. Entrambe si trovano davanti a un ostacolo: il getto d'acqua in Acceptance, le privazioni della meditazione per la Maddalena. Entrambe sono consapevoli che il superamento dell'ostacolo non è cosa facile e che loro sono fragili e vulnerabili, tant'è che sono entrambe nude. Perfino visivamente le due opere paiono simili: l'acqua che scorre sul corpo della donna di Acceptance ricorda molto da vicino i capelli che avvolgono le membra dell'opera di Donatello. È come se vedessimo il percorso di penitenza della Maddalena nella sua interezza, partendo dal peccato per arrivare alla meditazione e infine all'ascesa al cielo in una rinnovata condizione spirituale.

### Man Searching for Immortality/ Woman Searching for Eternity(2013)
Man Searching for Immortality/ Woman Searching for Eternity (2013): è una proiezione a doppio canale su lastre di granito nero di un uomo e una donna anziani e nudi; sui loro corpi i segni del tempo si scoprono tra i capelli argentei, le vene in rilievo e le rughe della pelle. I due personaggi camminano verso lo spettatore, accendono una torcia ed esaminano il proprio corpo per trovare tracce di malattia o corruzione e al termine spengono la torcia, grati di essere in vita. Dopodiché le immagini si dissolvono nella pietra da cui sono emerse. I corpi nudi rimandano a quelli di Adamo ed Eva di Albrecht Dürer (1507) in cui i corpi chiari, sensuali e giovani emergono sul fondo nero; tuttavia il loro candore segnato dal tempo si oppone all'immagine tradizionale della famosa coppia, immortalata spesso nel fiore degli anni. In Man Searching for Immortality / Woman Searching for Eternity i corpi, inizialmente in bianco e nero, avanzano dalla profondità della lastra e lentamente si colorano. L'opera evoca l'incontro di una forza che rimane anche a luci spente, e di una fragilità che ciclicamente appare per poi scomparire; entrambe, nelle loro rispettive e specifiche essenze, sono il risultato di un lungo cammino.

### Martyrs (Earth, Air, Fire, Water)(2014)
Martyrs (Earth, Air, Fire, Water) (2014) è un'opera composta da quattro schermi al plasma verticali e a colori, in cui quattro persone sono messe alla prova dagli elementi della natura: Terra, Aria, Fuoco e Acqua. Nel primo schermo a sinistra un uomo in piedi con la testa chinata è investito da una colonna di sabbia che sale verso l'alto. Nel secondo schermo una donna è appesa per i polsi a una corda e ha le caviglie legate; un forte vento la fa ondeggiare. Nello schermo alla sua destra un uomo sta seduto in mezzo alle fiamme. Infine nell'ultimo schermo a destra un uomo appeso per i piedi è immerso in una cascata d'acqua. Martyrs è la prima installazione permanente di un'opera realizzata da Bill Viola per la cattedrale londinese di St. Paul. Riflettendo sul fatto che la parola greca martire in origine significa "testimone", Bill Viola spiega che i martiri rappresentano la capacità di sopportare il dolore, talvolta la morte per fedeltà a un principio. I martiri del passato servono a far luce sull'inerzia del presente in cui l'uomo ha paura della morte. Queste quattro opere rappresentano l'ideale di azione: forza d'animo, perseveranza, resistenza e sacrificio fino all'accettazione della morte.

### The Passions
The Passions è una serie di opere, in cui l'artista lavora per tre anni alla rappresentazione delle passioni e delle sofferenze umane.

#### Dolorosa(2000)
Dolorosa (2000) è un video-dittico. Due piccoli pannelli a cristalli liquidi, posizionati uno a destra e l'altro a sinistra, mostrano rispettivamente un uomo e una donna, entrambi in lacrime. Anche se i due personaggi non interagiscono, sembrano comunque consapevoli l'uno dell'altro. Le espressioni addolorate, l'inclinazione e il movimento delle teste, dal basso verso l'alto, dei due protagonisti dell'opera rimandano ai volti della Mater Dolorosa e del Cristo coronato di spine del pittore fiammingo Dieric Bouts (1475 ca.). Viola attinge alla storia medievale e alla tradizione artistica fiamminga, un'idea del dolore che è ancora valida, perché adattabile a qualsiasi forma di sofferenza: sia divina che umana.

#### Catherine's Room(2001)
Catherine’s Room (2001) è una video-predella. L'opera si basa sulla predella intitolata Storie delle vite di beate domenicane (1394-1398) del pittore senese Andrea di Bartolo, conservata alle Gallerie dell'Accademia di Venezia. Cinque schermi accostati orizzontalmente mostrano lo stesso interno della stanza di una donna intenta a compiere diverse attività in vari momenti della giornata. Percepiamo il trascorrere delle stagioni attraverso il ciclo vitale del ramo di un albero che si scorge attraverso una finestrella. Nel primo schermo vediamo un tavolino su cui poggiano una brocca bianca, una foto in bianco e nero, una mela verde e un quaderno; a terra, un tappetino rosso arrotolato e nell'angolo sinistro, un piccolo sgabello di legno ha sopra una bacinella e un asciugamano. Dalla finestra in alto a destra spicca il cielo azzurro intenso. Si vede anche un ramo fiorito. Catherine è di spalle di fronte al tavolo. Prende la brocca e versa l'acqua nella bacinella. Si lava il viso, si asciuga e con cura ripiega l'asciugamano. Stende il tappetino al centro della stanza e pratica yoga. Nel secondo schermo vediamo sotto alla finestra un tavolino su cui poggiano una tazza e arnesi per cucire; sempre sotto alla finestra, una sedia e una cesta piena di stoffe. Il cielo è azzurro pallido e il ramo ha foglie verdi. Catherine è seduta dedita alla cucitura dell'orlo del tessuto celeste, si ferma solo un attimo, per bere dalla tazza e per andare a prendere qualcosa nel primo cassetto del mobiletto. La luce, per un momento, entra dalla finestra e la illumina al punto da farla quasi scomparire. Nel terzo schermo il cielo è rosso e il ramo è quasi privo di foglie. Catherine è seduta e riflette a lungo inquieta. Cammina avanti e indietro, si siede e scrive. Le cadono i fogli, si alza e di nuovo, si muove avanti e indietro per la stanza. Raccoglie i fogli, si siede, li guarda e scrive. Nel penultimo schermo è inverno. Catherine accende uno a uno tutti i ceri nella stanza. Immobile sembra pregare. Si volta solo per un attimo a sinistra, come a guardare le altre Catherine impegnate nelle loro attività quotidiane. Nel quinto schermo è notte. Catherine è seduta sul letto e legge un libro che poi poggia sul comodino. Prepara il letto con calma e sistema i due cuscini. Seduta sul letto, si toglie le calze e si massaggia un piede. Si spoglia e resta in sottoveste bianca. Spegne la luce e resta ferma, al buio.

#### Surrender(2001)
In Surrender (2001) le immagini di un uomo e una donna appaiono a mezzo busto, la figura femminile nello schermo inferiore è capovolta, come fosse un riflesso allo specchio di quella superiore. Il riflesso che ciascuno osserva è il volto dell'altro. I due si cercano, chinando il capo, ma incontrano uno specchio d'acqua in cui immergono i volti. Riemergono, ma la loro angoscia si intensifica e le immagini si dissolvono e si spezzano come le dispersioni cromatiche. Da ciò comprendiamo che sono visibili soltanto i riflessi sull'acqua, non i corpi reali.

#### Observance(2002)
Observance è ispirato alla pala d'altare I quattro apostoli (1526) di Albrecht Dürer, nella quale vengono rappresentati quattro apostoli immersi nel loro intimo dolore per la morte del Cristo. Anche nel video di Viola, il tema dell'opera è l'espressione fisica del dolore. Un gruppo di persone entrano alternativamente in scena e osservano qualcosa di misterioso, non visibile agli occhi dello spettatore. Un'aria di sofferenza pervade lo spazio, le persone si sfiorano o si scambiano uno sguardo accomunate dalla stessa emozione. La scena mostra un tipico esempio di "meccanismo specchio" in cui, una medesima reazione emotiva viene attivata nel cervello di una persona sia quando questa si trova a fare un'esperienza, sia quando la vede fare da qualcun altro.

#### Visitation(2017)
Esposto nella Cattedrale di Uppsala (Svezia): Il passaggio tra la vita e un altro mondo secondo la fede cristiana.

## Riconoscimenti
Nel corso degli anni Viola ricevette numerosi premi e riconoscimenti, tra cui:
- 1984 – premio Polaroid Video Art Award, USA
- 1987 – premio Maya Deren Award, American Film Institute, USA
- 1989 – borsa di studio della John D. and Catherine T. MacArthur Foundation
- 1993 – Medaglia Skowhegan (installazione video), USA
- 1993 – Medienkunstpreis, Zentrum für Kunst und Medientechnologie, Germania
- 1998 – Scholar presso il Getty Research Institute di Los Angeles
- 2003 – Cultural Leadership Award, American Federation of Arts, USA
- 2009 – Eugene McDermott Award in the Arts, MIT e il Catalonia International Prize.[52]
- 2011 – Premio Imperiale, Japan[53]

## Onorificenze

### Accademiche
- 1995 – Laurea honoris causa in Belle arti, Università di Syracuse, New York
- 1997 – Laurea honoris causa in Belle arti, Art Institute of Chicago, Illinois
- 1998 – Laurea honoris causa in Belle arti, California College of the Arts, Oakland
- 1999 – Laurea honoris causa in Belle arti, Massachusetts College of Art and Design, Boston
- 2000 – Laurea honoris causa in Belle arti, Istituto delle arti della California, Santa Clarita, CA
- 2000 – Laurea honoris causa in Belle arti, Università di Sunderland, Inghilterra
- 2004 – Laurea honoris causa in Belle arti, Royal College of Art, Londra
- 2005 – Laurea honoris causa in Belle arti, Columbia College Chicago
- 2006 – Laurea honoris causa in Belle arti, Otis College of Art and Design, Los Angeles
- 2011 – Laurea honoris causa, Università di Liegi, Belgio[54]